# František Bukač
František Bukač (* 9. listopadu 1944) je bývalý český fotbalový záložník.

## Hráčská kariéra
V československé lize hrál za VCHZ Pardubice, aniž by skóroval. Tamtéž nastupoval také v nižších soutěžích.

### Prvoligová bilance
| Ročník             | Zápasy | Góly | Minuty | Klub           |
| ------------------ | ------ | ---- | ------ | -------------- |
| I. liga 1968/69    | 18     | 0    | 1 541  | VCHZ Pardubice |
| CELKEM I. ČS. LIGA | 18     | 0    | 1 541  |                |